# Karlforsdammen
Karlforsdammen är en sjö i Värnamo kommun i Småland och ingår i Lagans huvudavrinningsområde. Sjön har en area på 0,421 kvadratkilometer och ligger 152,1 meter över havet. Sjön avvattnas av vattendraget Lagan (Härån).

## Delavrinningsområde
Karlforsdammen ingår i det delavrinningsområde (634811-139455) som SMHI kallar för Utloppet av Karlforsdammen. Avrinningsområdets medelhöjd är 157 meter över havet och ytan är 1,76 kvadratkilometer. Räknas de 60 delavrinningsområdena uppströms in blir den ackumulerade arean 1 102,56 kvadratkilometer. Delavrinningsområdets utflöde Lagan (Härån) mynnar i havet. Delavrinningsområdet består mestadels av skog (74 procent). Avrinningsområdet har 0,42 kvadratkilometer vattenytor vilket ger det en sjöprocent på 23,6 procent.